# マニラ・ライトレール13000形電車
13000形は、フィリピンの首都・マニラでライト・レール・マニラ・コーポレーション（Light Rail Manila Corporation、LRMC）が運営するマニラ・ライトレール・トランジット・システムで使用される電車の1形式。日本の政府開発援助（ODA）により4両編成30本（120両）が導入され、2023年から営業運転を開始した。

## 導入の経緯
LRT1号線のカビテ延伸に伴う必要車両数の確保のため、新型車両の導入が計画された。当初、日本企業に限定される「日本タイド」案件として2015年10月から2016年2月にかけて入札が行われていたが、その際に応札者はなく失敗に終わった。
その後、2017年に入札が再度行われ、現代ロテム・丸紅連合とCAF・三菱商事連合が応札した。2017年11月にCAF・三菱商事連合が300億円で受注内定を獲得し、同年12月1日に調印が行われた。スペインの工場で2編成、メキシコの工場で28編成が製造された。
最初の2編成は2020年7月にフィリピンに到着する予定であったが、新型コロナウイルス感染症の世界的流行の影響により、納入が遅れる事態となった。2021年1月18日に第1編成がマニラ港に到着し、2021年1月26日に一般公開された。
2022年5月よりLRT1号線上で計1,000kmの試運転が行われている。試運転の途中に80両で雨漏りなどの欠陥が発覚し、改修が行われた。
2023年7月19日にボンボン・マルコス大統領が試乗し、翌日の7月20日に営業運転を開始した。

## 概要
2車体連接車を4両連結した4両編成を基本とし、連接部は貫通幌で繋がっている。車体はステンレス鋼製で、台形の断面形状を持つ。アンチクライマーは前面と車端部に設けられている。乗降扉は南京康尼機電製の引き戸を1車体につき両側それぞれ2ヶ所設けている。また、従来の車両にはなかった乗務員室扉を右側に設置している。塗装は従来の車両から一新し、主に赤色が用いられ、前面はブラックフェイスとしている。
内材は白色を基調としているが、壁下部、ドア、戸袋内柱はステンレス無地仕上げとなっている。座席はオールロングシートとし、水色のFRP製である。車椅子スペースは1両あたり1ヶ所設け、車椅子固定ベルトを備えている。従来の車両では設置されていた貫通路内側のカバーは、本形式では省略された。通常の運転台に加え、車端部には簡易運転台が設けられている。
制御装置は三菱電機製のVVVFインバータ制御で、主電動機は同じく三菱電機製のかご形三相誘導電動機を搭載している。駆動装置は7.48の減速比を持つ2段減速のWN駆動方式である。集電装置はシングルアーム式パンタグラフを用い、1両あたり1台搭載されている。
形式名については、1200形以前は車両形式が4桁であったが、13000形は車両数が99両を超えるため、5桁となっている。

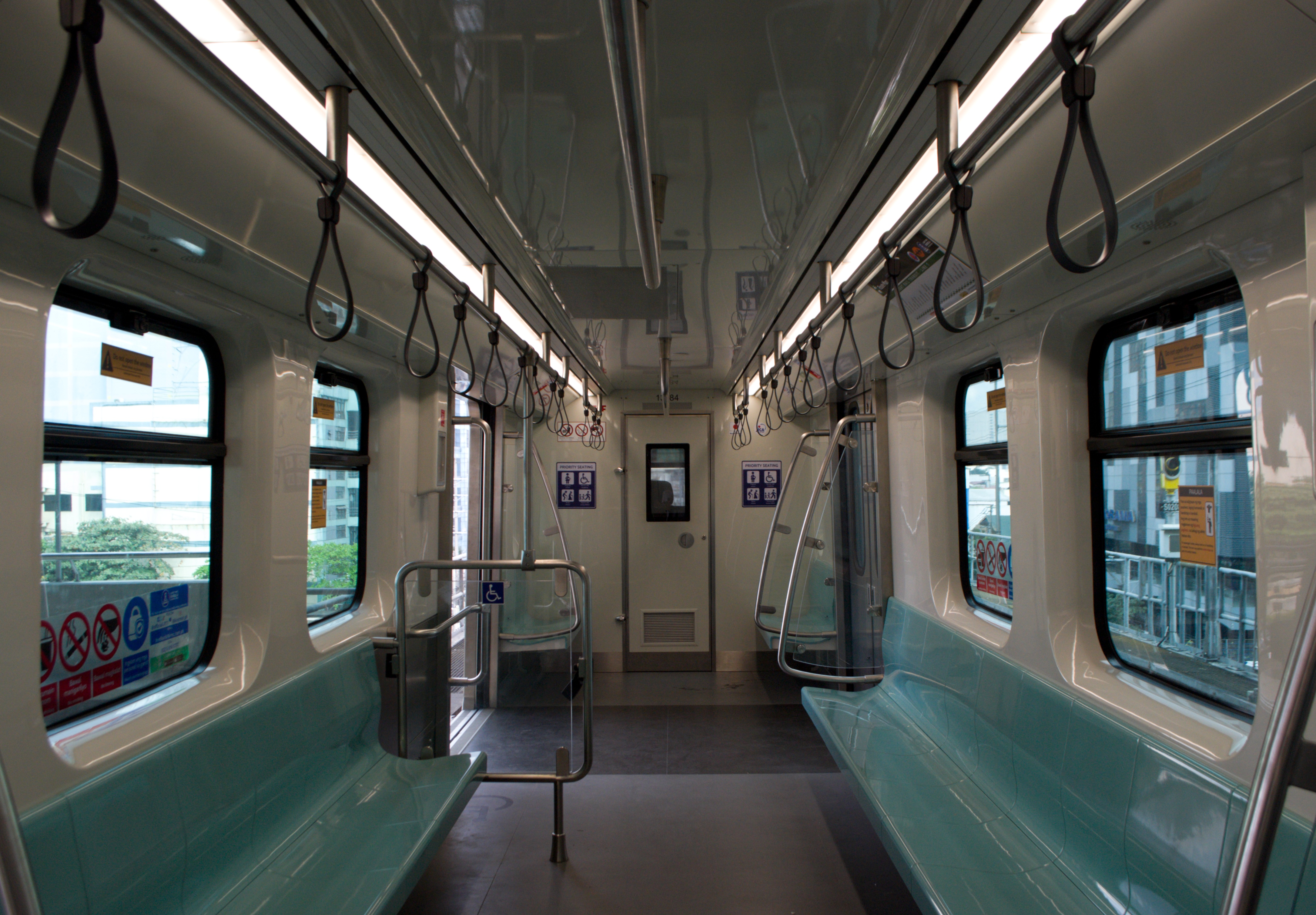
車内
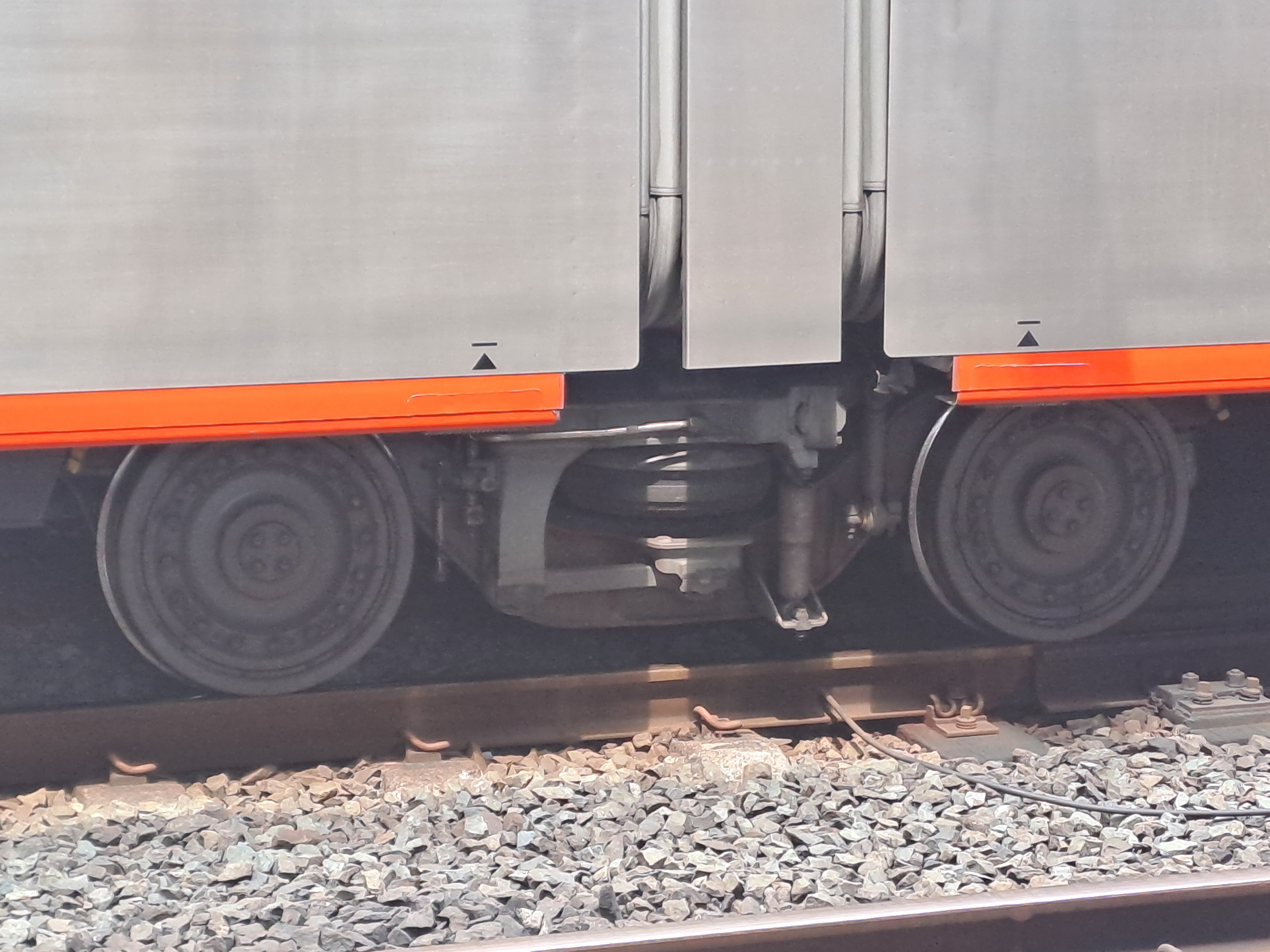
台車
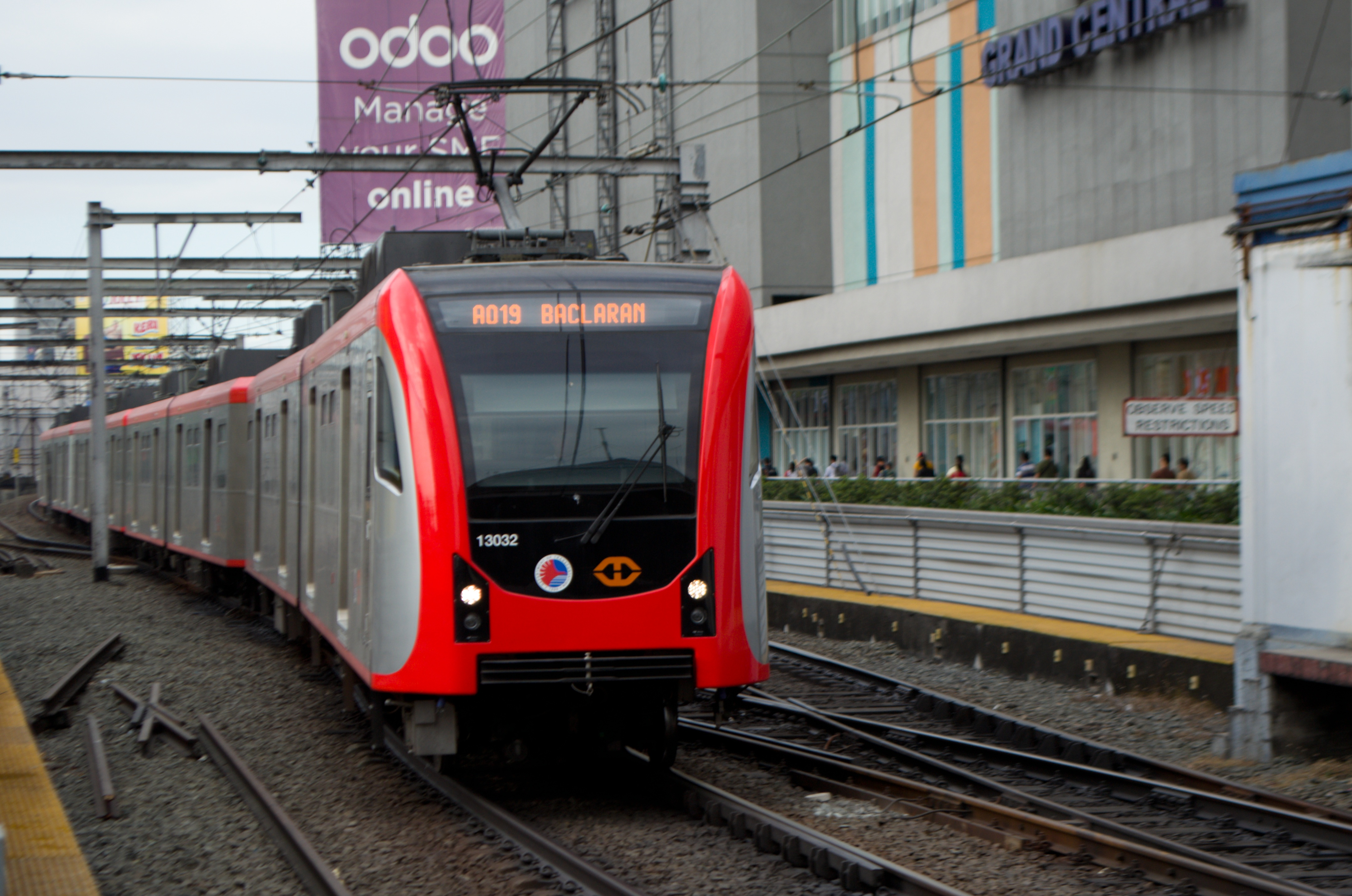
塗装は赤色を基調としている（2024年撮影）
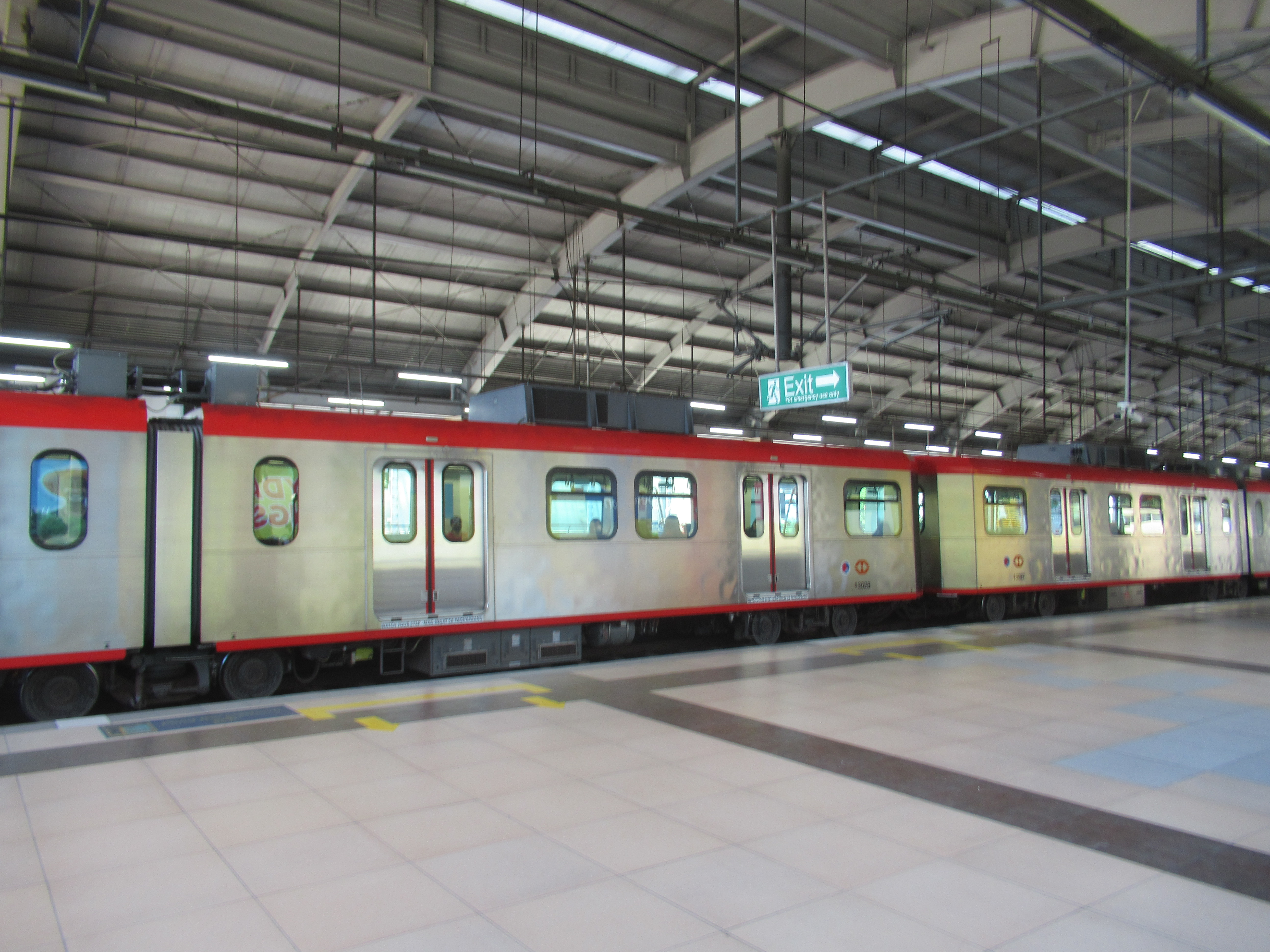
運転台が無い中間車体（2023年撮影）